# Liste des lacs d'Albanie

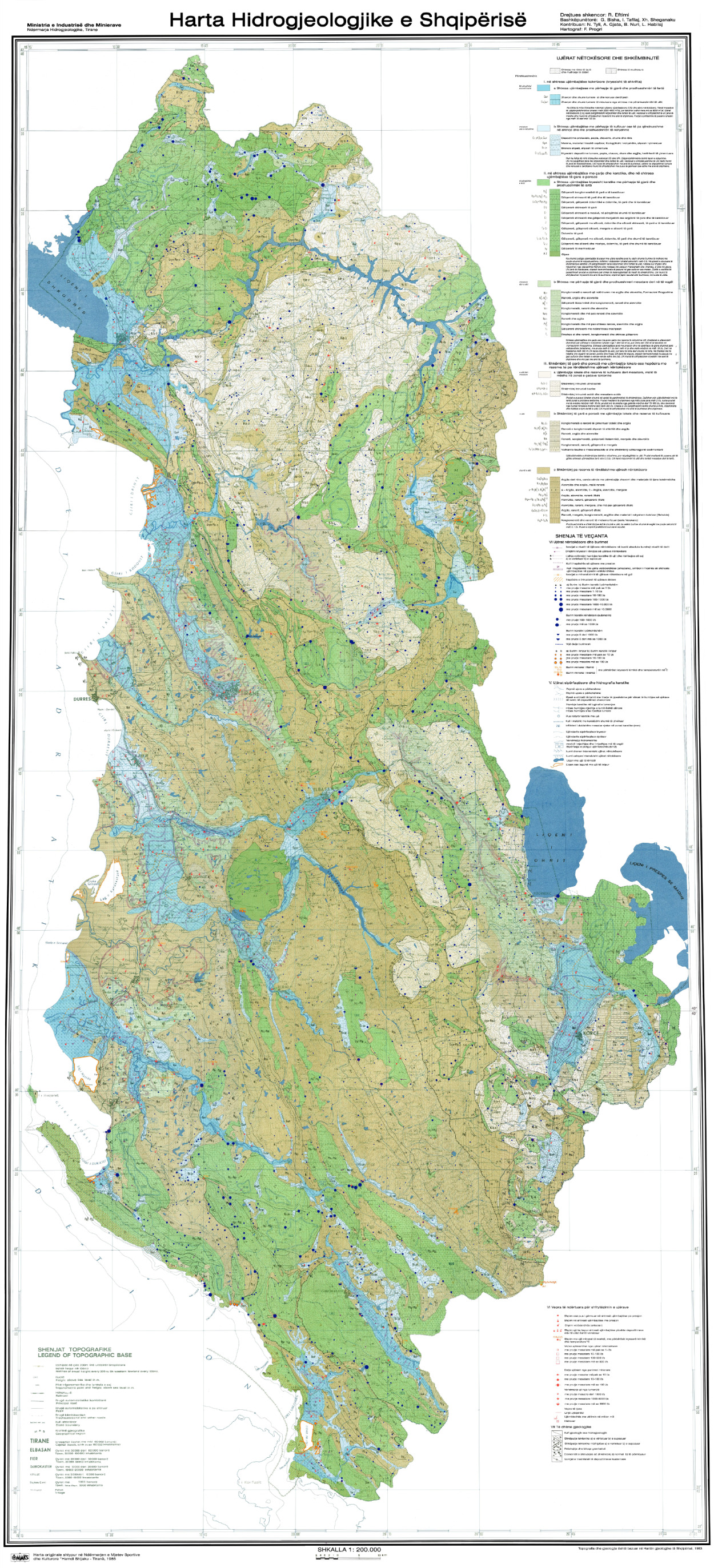
Carte hydrogéologique de l'Albanie.

Cette liste énumère les principaux lacs d'Albanie.

## Présentation
En raison de conditions météorologiques favorables, d'un affaissement tectonique important, du développement karstique et de la dynamique côtière, l'Albanie possède de nombreux lacs naturels et artificiels, avec des caractéristiques géographiques variables, de l'altitude au débit d'eau, en passant par la géologie et le climat. Ces caractéristiques contribuent aux éléments morphométriques spécifiques, à l'équilibre hydrique, au régime hydrochimique et optique de chaque lac, ce qui rend la classification difficile. Les lacs sont généralement classés en fonction de l'origine du bassin lacustre, qui joue un rôle crucial dans la détermination de ses caractéristiques géographiques fondamentales. Le pays abrite 247 lacs naturels et plus de 800 lacs artificiels. Les lacs naturels, formés pour la plupart à la suite de processus karstiques ou glaciaires, sont classés comme suit : 4 tectoniques, 134 proglaciaires, 94 karstiques et 15 bras morts. Des lagunes sont présentes le long de la région côtière, couvrant une superficie de 150 km2 (58 mi2).

## Lacs naturels

### Lacs tectoniques
|  |

|  |

|  |

|  |

|  |

|  |

|  |

|  |

### Lagons
|  |

|  |

|  |

|  |

|  |

|  |

|  |

|  |

|  |

|  |

D'autres lacs naturels ou glaciaires plus petits comprennent les lacs Lura (en), le lac Sheep, le lac Gramë, le lac Buni Jezercë, le lac Dash, le lac Sylbicë, le lac Dhënve, le lac Sope et le lac Malik, qui a été asséché par décision du gouvernement.

## Lacs artificiels
|  |

|  |

|  |

|  |

|  |

|  |

|  |

|  |

|  |

|  |

|  |

|  |